# Щепетильников Аркадій Миколайович
Аркадій Миколайович Щепетильников (нар. 11 липня 1930, селище Чистякове, тепер місто Донецької області; за іншими даними — місто Часів Яр Донецької області) — український радянський діяч, міністр промислового будівництва УРСР. Депутат Верховної Ради УРСР 10—11-го скликань. Член ЦК КПУ в 1981—1986 р. Депутат Верховної Ради СРСР 11-го скликання. Кандидат у члени ЦК КПРС у 1986—1990 р.

## Біографія
Народився в родині службовця.
У 1946—1948 роках — різнороб, майстер-десятник, технік виробничо-технічного відділу будівельного управління тресту «Ростовжитлобуд» у Каменському районі Ростовської області РРФСР.
У 1948—1951 роках — учень Новочеркаського архітектурно-планувального технікуму в Ростовській області. У 1951—1954 роках — студент Вищих інженерних курсів при Ростовському-на-Дону інженерно-будівельному інституті РРФСР.
У 1954—1957 роках — начальник виробничо-технічного відділу, головний інженер будівельного управління тресту «Болоховвугілля» комбінату «Тулавугілля» у місті Кіреєвськ Тульської області.
У 1957—1959 роках — начальник будівельного управління № 14 тресту «Красноармійськшахтобуд» міста Новогродівка Сталінської області.
Член КПРС з 1958 року.
У 1959—1961 роках — начальник технічного відділу комбінату, головний інженер тресту «Сталіножитлообуд» № 1 міста Сталіно Сталінської області. У 1961—1964 роках — керуючий тресту «Красноармійськжитлобуд» міста Красноармійськ Донецької області. У 1964—1966 роках — начальник комбінату «Донецькжитлобуд» Головдонбасбуду в місті Донецьку Донецької області.
У 1966—1968 роках — керуючий особливого будівельно-монтажного тресту «Укрбуд» у місті Ташкенті Узбецької РСР.
У 1968—1975 роках — заступник, у 1975 — грудні 1979 року — 1-й заступник міністра промислового будівництва Української РСР.
21 грудня 1979 — 13 березня 1981 року — міністр монтажних і спеціальних будівельних робіт Української РСР.
13 березня 1981 — 19 липня 1985 року — міністр промислового будівництва Української РСР.
15 липня 1985 — 19 серпня 1986 року — міністр промислового будівництва СРСР.
2 вересня 1986 — 27 червня 1989 року — міністр будівництва у південних районах СРСР.
У липні 1989 — 1990 року — міністр будівництва у південних районах РРФСР.
У 1990—1991 роках — торговельний представник СРСР у Лівії.
Потім — на пенсії в місті Києві.

## Нагороди
- орден Леніна
- два ордени Трудового Червоного Прапора
- орден «Знак Пошани»
- медалі
- лауреат Державної премії СРСР
- заслужений будівельник Української РСР
- заслужений будівельник Узбецької РСР